# Океанник
Океанник (Oceanites) — рід морських птахів родини качуркових (Hydrobatidae).

## Поширення
Представники роду поширені в Тихому та Південному океанах.

## Опис
Тіло завдовжки 15-20 см; розмах крил 34-42 см; вага тіла 14-50 г.

## Класифікація
Рід включає три види:
- Oceanites oceanicus — океанник Вільсона
- Oceanites gracilis — океанник Еліота
- Oceanites pincoyae — океанник чилоєський